# What's THIS For...!
Killing Joke — другий студійний альбом британського рок-гурту Killing Joke, виданий в 1981 році.

## Список композицій
Автор музики і слів Killing Joke (Коулман, Кевін «Georgie» Вокер, Мартін «Youth» Гловер, Пол Фергюсон). 
| Перша сторона | Перша сторона         | Перша сторона |
| #             | Назва                 | Тривалість    |
| ------------- | --------------------- | ------------- |
| 1.            | «The Fall of Because» | 5:12          |
| 2.            | «Tension»             | 4:33          |
| 3.            | «Unspeakable»         | 5:20          |
| 4.            | «Butcher»             | 6:11          |

| Друга сторона | Друга сторона        | Друга сторона |
| #             | Назва                | Тривалість    |
| ------------- | -------------------- | ------------- |
| 1.            | «Follow the Leaders» | 5:37          |
| 2.            | «Madness»            | 7:43          |
| 3.            | «Who Told You How?»  | 3:37          |
| 4.            | «Exit»               | 3:42          |

| Бонус-треки CD перевидання 2005 року | Бонус-треки CD перевидання 2005 року | Бонус-треки CD перевидання 2005 року |
| #                                    | Назва                                | Тривалість                           |
| ------------------------------------ | ------------------------------------ | ------------------------------------ |
| 9.                                   | «Follow the Leaders (Dub)»           | 4:06                                 |
| 10.                                  | «Madness (Dub)»                      | 7:28                                 |
| 11.                                  | «Brilliant»                          | 3:58                                 |